# Alwin Binder
Alwin Binder (* 21. Mai 1934 in Stuttgart; † 1. Mai 2017) war ein deutscher Germanist und Literaturwissenschaftler.

## Leben
Nach der Volksschule machte Binder eine Lehre als Polsterer und Dekorateur, bestand 1957 auch die Meisterprüfung in diesem Handwerk und blieb bis 1960 darin tätig. Nach dem Abitur am Abendgymnasium Stuttgart studierte er von 1961 bis 1966 Germanistik, Geschichte, Philosophie und Pädagogik in Berlin und Zürich. Er legte das Erste Staatsexamen ab, machte das Lehramtsreferendariat an einem Gymnasium und wurde nach dem Zweiten Staatsexamen 1969 Studienassessor. 1968 promovierte Binder in Berlin mit einer Arbeit über das Vorspiel auf dem Theater in Johann Wolfgang von Goethes Faust I. Von 1970 bis 1996 lehrte er als Akademischer Rat und Oberrat an der Westfälischen Wilhelms-Universität Münster Neuere deutsche Literatur. Zu Binders Forschungsschwerpunkten gehören Goethe, vor allem der Faust, Lyrik, Kinder- und Jugendliteratur sowie Literaturdidaktik.

## Werke
- Das Vorspiel auf dem Theater. Poetologische und geschichtsphilosophische  Aspekte in Goethes Faust-Vorspiel. Bouvier, Bonn 1969, DNB 456115420.
- mit Klaus Haberkamm u. a.: Einführung in Metrik und Rhetorik. 5. Auflage. Scriptor, Frankfurt am Main 1987, ISBN 3-589-20027-8. (Zuerst 1974.)
- mit Klaus Haberkamm u. a.: Einführung in Techniken literaturwissenschaftlichen Arbeitens. 9., ergänzte u. verbesserte Auflage. Scriptor, Frankfurt am Main 1991, ISBN 3-589-00095-3. (Zuerst 1974.)
- mit Dietrich Scholle: Ça ira. Deutsche politische Lyrik vom Mittelalter  bis zum Vormärz. Ausgewählt und bearbeitet unter dem Aspekt der Herrschaftskritik.
  - Teil I: Unterrichtsmodelle und Analysen. 2. Auflage. Hirschgraben, Frankfurt am Main 1978, ISBN 3-454-50050-8. (Zuerst 1975.)
  - Teil II: Text- und  Arbeitsbuch. 2. Auflage. Hirschgraben, Frankfurt am Main 1980, ISBN 3-454-50060-9. (Zuerst 1975.)
- mit Heinrich Richartz: Lyrikanalyse. Anleitung und Demonstration an  Gedichten von Benjamin Schmolck, Frank Wedekind und Günter Eich. Scriptor, Frankfurt am Main 1984, ISBN 3-589-20832-5.
- Faustische Welt. Interpretation von Goethes „Faust“ in dialogischer Form. Urfaust – Faust-Fragment – Faust I. 4., durchgesehene und verbesserte Auflage. Lit, Münster / Berlin / London 2005, ISBN 3-8258-5924-X. (= Germanistik. 25.) (Zuerst 2002.)
- LiteraturLesen. Was lässt sich beim Lesen denken? 2., verbesserte Auflage. Aisthesis, Bielefeld 2004, ISBN 3-89528-396-7. (Zuerst 2003.)
- Unterrichtsmodell zur deutschen Klassik. Peter Lang, Frankfurt am Main u. a. 2006, ISBN 3-631-55209-2. (= Historisch-kritische Arbeiten zur deutschen Literatur. 40.)
- Hrsg. mit Werner Karr: Sonderklasse. Abendgymnasium und Abitur im Lebensweg ehemaliger Schüler. Regioverlag, Berlin 2009, ISBN 978-3-929273-76-2.
- Rainer G. Schumacher. Biographie des Künstlers. Lit, Münster / Berlin 2012, ISBN 978-3-643-11631-4. (= Kunstgeschichte. 91.)
- daneben zahlreiche Aufsätze (zum Teil hier online).

## Editionen
- Joachim Heinrich Campe: Robinson der Jüngere. Zur angenehmen und nützlichen Unterhaltung für Kinder. Nach den Erstdrucken herausgegeben und mit einem Nachwort von Alwin Binder und Heinrich Richartz. 2., bibliographisch ergänzte Auflage, Reclam, Stuttgart 2000, ISBN 3-15-007665-X. (= Reclams Universal-Bibliothek. 7665.) (Zuerst 1981.)
- Johann Wolfgang von Goethe: Der Groß-Cophta. Herausgegeben und mit einem Nachwort von Alwin Binder. 2. Auflage, Reclam, Stuttgart 1999, ISBN 3-15-008539-X. (= Reclams Universal-Bibliothek. 8539.) (Zuerst 1989.)